# Grand Prix Jef Scherens 2018
La 52e édition du Grand Prix Jef Scherens  (officiellement Grote Prijs Jef Scherens-Rondom Leuven) a lieu le 16 septembre 2018 avec un départ et une arrivée à Louvain (Belgique), sur une distance de 185,7 kilomètres. Elle fait partie du calendrier UCI Europe Tour 2018 en catégorie 1.1. C'est également l'une des manches de la Coupe de Belgique.
La course est remportée par le coureur belge Jasper Stuyven de l'équipe Trek-Segafredo, devant Jonas Van Genechten (Vital Concept) et Timothy Dupont (Wanty-Groupe Gobert).

## Présentation

### Équipes
Vingt-trois équipes sont au départ de la course : trois équipes UCI WorldTeam, neuf équipes continentales professionnelles et onze équipes continentales.
| WorldTeams (3)- Lotto Soudal - Trek-Segafredo - Lotto NL-Jumbo Équipes continentales professionnelles (9)- Hagens Berman Axeon - Roompot-Nederlandse Loterij - Israel Cycling Academy - Sport Vlaanderen-Baloise - Vérandas Willems-Crelan - Fortuneo-Samsic - Wanty-Groupe Gobert - WB-Aqua Protect-Veranclassic - Vital Concept Équipes continentales (11)- Cibel-Cebon - Team Joker Icopal - Lviv - Tarteletto-Isorex - T.Palm-Pôle Continental Wallon - SEG Racing Academy - Saint Michel-Auber 93 - Coop - Leopard - BEAT Cycling Club - Team Sauerland NRW p/b SKS GERMANY |
| |

## Classement final
| \| Classement général \| Classement général \| Classement général \| Classement général \| Classement général \| \| Coureur \| Coureur \| Pays \| Équipe \| Temps \| \| ------------------ \| ------------------- \| ------------------ \| ----------------------- \| ------------------ \| \| 1er \| Jasper Stuyven \| Belgique \| Trek-Segafredo \| 4 h 16 min 54 s \| \| 2e \| Jonas Van Genechten \| Belgique \| Vital Concept \| + 0 s \| \| 3e \| Timothy Dupont \| Belgique \| Wanty-Groupe Gobert \| + 0 s \| \| 4e \| Jens Debusschere \| Belgique \| Lotto-Soudal \| + 0 s \| \| 5e \| Aksel Nõmmela \| Estonie \| BEAT Cycling Club \| + 0 s \| \| 6e \| Jasper Philipsen \| Belgique \| Hagens Berman Axeon \| + 0 s \| \| 7e \| Toms Skujiņš \| Lettonie \| Trek-Segafredo \| + 0 s \| \| 8e \| Markus Hoelgaard \| Norvège \| Joker Icopal \| + 0 s \| \| 9e \| Alexander Krieger \| Allemagne \| Leopard Pro Cycling \| + 0 s \| \| 10e \| Sean De Bie \| Belgique \| Verandas Willems-Crelan \| + 0 s \| |                     |           |                         |                 |
| |                     |           |                         |                 |
| Source : ProCyclingStats |                     |           |                         |                 |
| Classement général |                     |           |                         |                 |
| Coureur | Coureur             | Pays      | Équipe                  | Temps           |
| 1er | Jasper Stuyven      | Belgique  | Trek-Segafredo          | 4 h 16 min 54 s |
| 2e | Jonas Van Genechten | Belgique  | Vital Concept           | + 0 s           |
| 3e | Timothy Dupont      | Belgique  | Wanty-Groupe Gobert     | + 0 s           |
| 4e | Jens Debusschere    | Belgique  | Lotto-Soudal            | + 0 s           |
| 5e | Aksel Nõmmela       | Estonie   | BEAT Cycling Club       | + 0 s           |
| 6e | Jasper Philipsen    | Belgique  | Hagens Berman Axeon     | + 0 s           |
| 7e | Toms Skujiņš        | Lettonie  | Trek-Segafredo          | + 0 s           |
| 8e | Markus Hoelgaard    | Norvège   | Joker Icopal            | + 0 s           |
| 9e | Alexander Krieger   | Allemagne | Leopard Pro Cycling     | + 0 s           |
| 10e | Sean De Bie         | Belgique  | Verandas Willems-Crelan | + 0 s           |

## Classements UCI
La course attribue aux coureurs le même nombre de points pour l'UCI Europe Tour 2018 et le Classement mondial UCI.
| 1  | Jasper Stuyven      | Trek-Segafredo          | 125 |
| 2  | Jonas Van Genechten | Vital Concept           | 85  |
| 3  | Timothy Dupont      | Wanty-Groupe Gobert     | 70  |
| 4  | Jens Debusschere    | Lotto-Soudal            | 60  |
| 5  | Aksel Nõmmela       | BEAT CC                 | 50  |
| 6  | Jasper Philipsen    | Hagens Berman-Axeon     | 40  |
| 7  | Toms Skujiņš        | Trek-Segafredo          | 35  |
| 8  | Markus Hoelgaard    | Joker Icopal            | 30  |
| 9  | Alexander Krieger   | Leopard                 | 25  |
| 10 | Sean De Bie         | Vérandas Willems-Crelan | 20  |